# Katie Lansdale (Geigerin)
Katie Lansdale ist eine US-amerikanische Geigerin und Musikpädagogin.

## Leben
Lansdale schloss ein Studium an der Yale University cum laude ab und setzte ihre musikalische Ausbildung am Cleveland Institute of Music und der Manhattan School of Music (Abschluss Doctor of Musical Arts summa cum laude) fort. Ihre Lehrer waren Josef Gingold, Felix Galimir, Ronda Cole, Donald Weilerstein und Mitchell Stern. Nach Lehrtätigkeiten an der Boston University und der State University of New York at Stony Brook unterrichtet sie an der Hartt School der University of Hartford, wo sie für die Geigenausbildung verantwortlich ist, und am Boston Conservatory.
Sie ist Mitglied des Lions Gate Trio (mit dem Cellisten Darrett Adkins und der Pianistin Florence Millet). Mit diesem nahm sie u. a. Trios amerikanischer Komponisten, Duo- und Triomusik von Nicolas Bacri, sämtliche Trios von Robert Schumann und Trios von Maurice Ravel, Charles Ives und Rebecca Clarke auf und gewann einen Koussevitsky Award. Als Solistin wurde Lansdale mit mehreren Aufführungen der Werke Johann Sebastian Bachs für Solovioline in Nord- und Südamerika bekannt.  Als Kammermusikerin arbeitete sie u. a. mit Yo-Yo Ma, Robert McDonald, Marcy Rosen, Charles Neidich, dem Sequitur Ensemble, dem Miami Quartet und dem Shanghai Quartet zusammen. In Konzerten trat sie mit dem National Symphony Orchestra, dem Austin Mozart Orchestra, dem Baltimore Symphony Orchestra, dem Schroeder Classical Orchestra, der Cleveland Chamber Symphony, dem New York Spectrum Orchestra, dem New York Repertory Orchestra und anderen auf.